# Пол, Грегори Скотт
Грегори Скотт Пол (англ. Gregory Scott Paul; род. 24 декабря 1954 года) — американский независимый исследователь, автор и иллюстратор, работающий в области палеонтологии. Автор множества скелетных реконструкций и иллюстраций, воссоздающих прижизненный облик доисторических животных. Реконструкции, созданные Полом в конце 1970-х годов, включали инновационные для того времени идеи о биологии динозавров, такие как предположение о наличии перьев у мелких нептичьих теропод, которое было научно доказано только 20 лет спустя. Пол начал изображать сюжеты, касающиеся поведения динозавров, которые никогда не изображались до него.
Пол написал и проиллюстрировал влиятельные книги о динозаврах, такие как Predatory Dinosaurs of the World (1988 год) и The Princeton Field Guide to Dinosaurs (2010, 2016 и 2024 годы). Роль палеоарта Пола была высоко оценена другими палеонтологами, вплоть до характеристики образов динозавров, получивших распространение в современной массовой культуре, как «динозавров Грега Пола». Нестандартные таксономические решения Пола, такие как синонимизация многих родов динозавров, не принимаются другими исследователями. Широкой критике подверглось предложение Пола и соавторов (2022) выделить два новых вида тираннозавра, Tyrannosaurus imperator и T. regina; ведущие специалисты рассматривают эти виды как младшие синонимы типового вида T. rex.
Пол выступал в качестве научного консультанта для ряда научно-популярных и художественных фильмов о палеонтологии. Он был отмечен в благодарностях к роману «Парк юрского периода» Майкла Крайтона, и впоследствии он участвовал в процессе предпроизводства одноимённого фильма Стивена Спиблерга, а также мультфильма «Динозавр» студии Walt Disney Pictures.
В 2007 году Пол опубликовал работу о проблеме зла, в которой привёл статистические данные по детской смертности как аргумент против существования всеблагого Бога.